# Roman Herzog
Roman Herzog GColIH (Landshut, 5 de abril de 1934 — Jagsthausen, 10 de janeiro de 2017) foi um político alemão. Filiado na União Democrata-Cristã (CDU), foi presidente da Alemanha de 1994 a 1999.[carece de fontes?]

## Biografia
Nasceu em Landshut, Baviera numa família protestante. Era membro da Igreja Evangélica da Alemanha.[carece de fontes?]
Estudou Direito em Munique e deu aulas na Universidade de Munique, primeiro como assistente e desde 1964 como professor. Entre 1966 e 1969 lecionou na Universidade Livre de Berlim, de cuja faculdade de Direito foi decano, e de 1969 a 1972 foi docente na Escola Superior de Administração de Spira, da qual foi reitor desde 1971.
Em 1970 filiou-se na União Democrata-Cristã (CDU), e em 1973 iniciou a sua carreira política como representante do estado da Renânia-Palatinado junto do Governo Federal (1973-1978). Foi ministro de cultura e desportos no governo do estado de Baden-Württemberg entre 1978 a 1980 e membro do seu parlamento (Landtag). De 1980 até 1983 foi ministro do interior desse estado.
Em 1983 foi nomeado vice-presidente do Tribunal Constitucional Federal de Karlsruhe, instituição de que foi presidente de 1987 a 1994, quando foi eleito presidente federal da Alemanha pela Assembleia Federal (Bundesversammlung). Ocupou a presidência em 1 de julho de 1994.
Durante o seu mandato como chefe de estado executou as funções representativas que a Constituição confere à presidência federal, e neste sentido propiciou, com as visitas de estado que realizou a países da Europa Oriental, uma aproximação de Alemanha aos antigos países do Bloco Soviético. Propôs ao governo federal a concessão de uma amnistia aos acusados de crimes de índole política cometidos na antiga República Democrática Alemã.
Em 1995, durante a visita do presidente Roman Herzog ao Brasil, o hino da República Democrática Alemã, que já não era oficial há seis anos, foi erroneamente executado em vez do hino correto.
Recebeu o Prêmio Carlos Magno em 1997 e o reconhecimento como Estadista Europeu do Ano em conjunto com o checo Václav Havel. A 13 de Agosto de 1998 foi agraciado com o Grande-Colar da Ordem do Infante D. Henrique.
Herzog não optou por um segundo mandato e em 1 de julho de 1999 foi substituído por Johannes Rau, vencedor nas eleições de 23 de maio desse ano e presidente do estado da Renânia do Norte-Vestefália (filiado no Partido Social-Democrata da Alemanha).
A sua mulher Christiane Herzog faleceu em 19 de junho de 2000, e posteriormente Roman Herzog contraiu matrimônio com Alexandra Freifrau von Berlichingen.
Herzog morreu nas primeiras horas do dia 10 de janeiro de 2017 com 82 anos de idade.